# Chantajské jezero
Chantajské jezero (rusky Хантайское озеро) je jezero v bývalém Tajmyrském rajónu v Krasnojarském kraji v Rusku. Má rozlohu 822 km². Leží na jihozápadním okraji planiny Putorana v nadmořské výšce 73 m v úzké tektonické kotlině.

## Vodní režim
Je spojené širokým a krátkým průtokem s Malým Chantajským jezerem. Jezero je přirozeným regulátorem přítoku vody k Chantajské hydroelektrárně a součástí Chantajské přehrady (řeka Chantajka, přítok Jeniseje).